# Holašovice
Holašovice (în germană Hollschowitz) este un mic sat istoric situat în partea de sud a Republicii Cehe, la 15 km vest de orașul České Budějovice (în germană Budweis). Satul aparține comunei Jankov. În partea de sud a localității se află zona protejată Pădurea Blanský. Satul a fost părăsit după cel de-al Doilea Război Mondial, permițând clădirilor autohtone medievale construite în stilul baroc rural din sudul Boemiei să rămână intacte. El a fost restaurat și repopulat începând din 1990 și apoi, în anul 1998, înscris pe lista monumentelor din patrimoniul cultural mondial al UNESCO.

## Istoric
Holašovice este menționat pentru prima dată în anul 1263. În 1292, regele Venceslau al II-lea a cedat satul și multe alte localități mănăstirii cistercienele de la Vyšší Brod. El a rămas în proprietatea mănăstirii până în 1848.

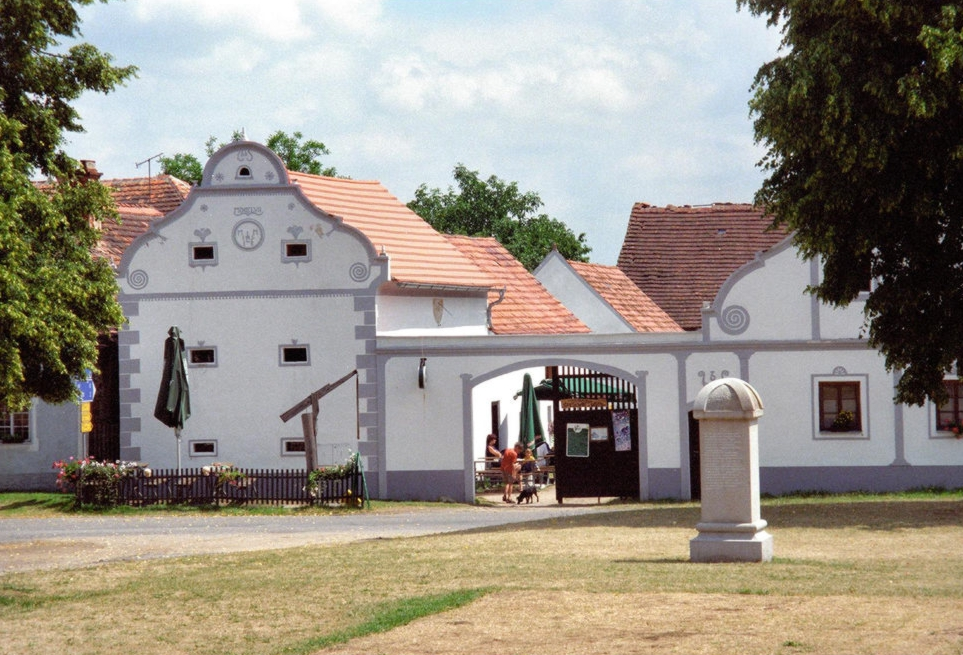
Holašovice

Între 1520 și 1525, locuitorii satului Holašovice au fost aproape decimați de ciuma bubonică. Au supraviețuit doar doi locuitori. O coloană ridicată peste mormântul ciumaților din capătul de nord al satului comemorează acest eveniment. Mănăstirea a repopulat treptat satul cu coloniști din Bavaria și Austria. Prin 1530 populația a crescut la 17, potrivit evidențelor mănăstirii, și a devenit o enclavă de limbă germană într-o zonă în care se vorbea limba cehă. Prin 1900 satul avea 163 de locuitori de origine etnică germană și doar unul de origine etnică cehă.
După strămutarea locuitorilor germani de la sfârșitul celui de-al Doilea Război Mondial, multe ferme din sat au devenit pustii și au început să se părăginească. Holašovice a fost un loc pustiu și abandonat în timpul regimului comunist postbelic.
Începând din 1990, satul a fost restaurat în stilul medieval și repopulat încă o dată. El are acum o populație de aproximativ 140 de persoane.

## Clădiri
Holašovice este un sat tipic boem sat pentru zona Hlubocká Blatská din jurul orașului České Budějovice. El este format din 23 de ferme din cărămidă ce conțin 120 de clădiri, fiecare având în partea superioară un fronton orientate către o pajiște verde, cu un iaz cu pești și o capelă.
Clădirile datează din secolul al XVIII-lea până în secolul al XX-lea, cele mai multe dintre ele fiind construite în cea de-a doua jumătate a secolului al XIX-lea. Acestea sunt construite în stilul baroc tradițional din sudul Boemiei. Capela Sfântului Ioan Nepomuk din centrul orașului a fost construită în 1755.